# Gary Allen
Gary Allen (né le 2 août 1936 et mort le 29 novembre 1986) est un journaliste américain conservateur.
Il a été un porte-parole de la John Birch Society durant la Guerre Froide.